# 피터 일라이어스
피터 일라이어스(영어: Peter Elias IPA: [ˈpiːtə(ɹ) ɪˈlaɪəs], 1923년 11월 23일 ~ 2001년 12월 7일)는 정보이론의 선구자인 미국의 전산학자이다. 그는 1953년부터 1991년까지 매사추세츠 공과대학교의 교수로 재직했다.
그는 1955년에 블록 부호의 대안으로 길쌈 부호(영어: convolutional code)를 고안해 냈고, 2원 소실 통신로를 정립하였다. 크로이츠펠트 야콥병으로 사망하였으며, 사후인 2002년에는 리처드 해밍 메달을 받았다.